# Fútbol en los Juegos Panafricanos de 2023
El Fútbol en los Juegos Panafricanos de 2023 se llevó a cabo en tres sedes en dos ciudades de Ghana del 7 al 22 de mayo, y la modalidad fue limitada a selecciones sub-20.

## Resultados
| Evento    | Oro | Plata | Bronce |
| --------- | --- | --- | --- |
| Masculino | Ghana Yakubu Saeed Vincent Anane Daniel Afful Aaron Essel Remember Adomako Nana kwame Boakyie Maxwell Azafokpe David Amuzu McCarthy Ofori Mohaison Mahamoud Emmanuel Adjei Aziz Issah Kese Fredrick Abdul Hakim Sulemana Emmanuel Mensah Kelvin Nkrumah Aziz Misbau Jerry Afriyie Michael Ephson 0 | Uganda Abdul Magada Shamulan Kamya Humphrey Oyirwoth Haruna Lukwago Ibrahim Juma Enock Luyima Ronald Madoi Apollo Kagogwe Cyrus Kibande Rogers Torach Innocent Kisolo Ivan Irinimbabazi Allan Oyirwoth Hakim Mutebi Abbas Kyeyune Arafat Kizza Usama Patrick Jonah Kakande Shafiq Magogo Alpha Thiery Ssali Bruno Bunyaga  | Senegal Prince Hally Gueye Mourtalla Fall Pape Mamadou Diouf Serigne Fallou Diouf Ousseynou Diakhate Daouda Ba Abdou Aziz Ndiaye Moustapha Gueye Ibrahima Diallo Famara Camara Mamadou Lamine Diouf Youssoupha Sayang Cheick Tidiane Thiam Pierre Diatta Dorival Papa Magueye Gaye Yaya Dieme Lamine Mbengue Mamadou Sarr Idrissa Gueye Mame Alassane Niang |
| Femenino  | Ghana Afi Amenyaku Debora Brown Amina Ahamadu Comfort Yeboah Fatimata Fuseini Comfort Owusu Abiba Issah Abena Anoma Opoku Success Ameyaa Beline Nyarkoh Tracey Twun Stella Nyamekye Agnes Yeboah Salamatu Abdoulai Mercy Attobrah Mukarama Abdoulai Jacqueline Amponsah 0                          | Nigeria Anderline Mgbechi Rachael Unachukwu Faith Omilana Shukurat Oladipo Oluchi Ohaegbulem Jumoke Alani Chidinma Ogbuchi Oluwabunmi Oladeji Chidera Okenwa Adoo Yina Joy Igbokwe Chioma Olise Chinyere Kalu Olushola Shobowale Motunrayo Ezekiel Blessing Okpe Chiamaka Okwuchukwu Loveth Edeh Judith Okah Delight Nwosu | Uganda Sharon Kaidu Esther Akujo Cecilia Kamuli Harima Kanyago Catherine Wujja Claire Hilder Kebirungi Dorcus Lwalisa Patricia Akiror Shakirah Nankwanga Krusum Namutebi Shamirah Nalugya Phiona Nabulime Eva Nagayi Shamusa Najjuma Sumaya Nabuto 0 |

## Medallero
| Núm.  | País    | Oro | Plata | Bronce | Total |
| ----- | ------- | --- | ----- | ------ | ----- |
| 1     | Ghana   | 2   | 0     | 0      | 2     |
| 2     | Uganda  | 0   | 1     | 1      | 2     |
| 3     | Nigeria | 0   | 1     | 0      | 1     |
| 4     | Senegal | 0   | 0     | 1      | 1     |
| Total | Total   | 2   | 2     | 2      | 6     |